# Associazione Calcio Bolzano 1960-1961
Questa voce raccoglie le informazioni riguardanti l'Associazione Calcio Bolzano nelle competizioni ufficiali della stagione 1960-1961.

## Rosa
| N. |                   | Ruolo | Calciatore          |
| -- | ----------------- | ----- | ------------------- |
|    | Italia (bandiera) | D     | Giuseppe Bacher     |
|    | Italia (bandiera) | C     | Giancarlo Beltrami  |
|    | Italia (bandiera) | C     | Arnaldo Benin       |
|    | Italia (bandiera) | C     | Ferruccio Bertolini |
|    | Italia (bandiera) | A     | Francesco Bettoni   |
|    | Italia (bandiera) |       | Cassetta            |
|    | Italia (bandiera) | P     | Aldo Doliana        |
|    | Italia (bandiera) | C     | Luigi Donadoni      |
|    | Italia (bandiera) | D     | Franco Gianesello   |

| N. |                   | Ruolo | Calciatore        |
| -- | ----------------- | ----- | ----------------- |
|    | Italia (bandiera) | A     | Ugo Lorenzi       |
|    | Italia (bandiera) | C     | Graziano Mazzanti |
|    | Italia (bandiera) | A     | Guido Milani      |
|    | Italia (bandiera) | C     | Giuseppe Perini   |
|    | Italia (bandiera) | A     | Cesare Pollastri  |
|    | Italia (bandiera) | P     | Piero Provezza    |
|    | Italia (bandiera) | C     | Zaccaria Ridolfi  |
|    | Italia (bandiera) | P     | Giancarlo Sartin  |
|    | Italia (bandiera) | D     | Cesare Zamboni    |